# Klinča Sela
 Klinča Sela  falu és község Horvátországban Zágráb megyében. Közigazgatásilag Beter, Donja Purgarija, 
Donja Zdenčina, Goli Vrh, Gonjeva, Gornja Purgarija, Gornja Zdenčina, Kozlikovo, Kupinec, Novo Selo Okićko,
Poljanica Okićka, Repišće és Tržić települések tartoznak hozzá.

## Fekvése
Zágráb központjától 22 km-re délnyugatra, a Zágrábból Károlyvárosba tartó régi főút mellett fekszik. 

## Története
A község legnevezetesebb történelmi emléke Okics vára, melynek története a messzi múltba nyúlik. A Plešivica hegység egyik magaslatán emelkedő vár első írásos említése 1193-ban történt a Bor-Kalán nembeli Kalán pécsi püspök és szlavón bán oklevelében "Okich" alakban, azonban Okics valószínűleg jóval régebbi mint a horvátok jelenléte ezen a vidéken. A régészeti leletek alapján a hegy már az újkőkorban is lakott volt. A várat vélhetően még illír nemesek építették. Később a rómaiak idején innen tartották szemmel az egész vidéket és füstjelekkel adták hírül a veszélyt. A várat a századok során "Okych, Oclych, Ochylich, Ochyz, Ochinz, Okiz, Achuz, Ochus" alakban említik a korabeli források. Első ismert urai Okics grófjai (Comes de Oclych) voltak. 1214-ben említ II. András oklevele egy bizonyos Okhuz ispánt. Első név szerint is ismert birtokosa pedig a 13. században élt Jaroslav vagy Irislav, akinek Ivan nevű fia vagy unokája 1242-ben kitűnt a tatárok elleni harcban. A későbbiekben Okics a Babonicsok, a Frangepánok és az Erdődyek birtoka volt. A török háromszor ostromolta, de sohasem tudta elfoglalni, mindvégig horvát kézen maradt. A török veszély elmúltával Okics is a magányos hegyi várak sorsára jutott. Tulajdonosai elhagyták falai pedig romlásnak indultak. Tekintélyes romjai messziről látszanak a hegytetőn.
A vár alatt a Plešivice déli lejtőin templom is áll, melyet Szűz Mária tiszteletére szenteltek. A templomot Okics urai építették, de az építés pontos ideje nem ismert. Első írásos említése 1334-ben a zágrábi káptalan statutumában történt Ivan zágrábi főesperes által. Laszowski szerint Okics plébániája már az önálló középkori horvát állam idején is fennállt és területe a Száva és Kulpa közötti térség nagy részére kiterjedt és hozzá tartozott Samobor, valamint Lipovec városa is.
1960-ban Frkin okići plébános Klinča Sela-Zdenčinán vásárolt házat és gazdasági épületet egy új plébánia számára. Ez szolgált plébániatemplomként egészen 1971-ig, amikor felépült az új plébániatemplom és a plébánia épülete. Ez volt az egyik első a II. világháború után felépített új templom az országban. Goli vrh, Klinča Sela, Zdenčina és Crna Mlaka települések tartoznak hozzá.
A falunak 1857-ben 187, 1910-ben 425 lakosa volt. Trianon előtt Zágráb vármegye Jaskai járásához tartozott. 2001-ben a falunak 1422,  a községnek összesen 4927 lakosa volt.

## Lakosság
| Lakosság változása | Lakosság változása | Lakosság változása | Lakosság változása | Lakosság változása | Lakosság változása | Lakosság változása | Lakosság változása | Lakosság változása | Lakosság változása | Lakosság változása | Lakosság változása | Lakosság változása | Lakosság változása | Lakosság változása |
| ------------------ | ------------------ | ------------------ | ------------------ | ------------------ | ------------------ | ------------------ | ------------------ | ------------------ | ------------------ | ------------------ | ------------------ | ------------------ | ------------------ | ------------------ |
| 1857               | 1869               | 1880               | 1890               | 1900               | 1910               | 1921               | 1931               | 1948               | 1953               | 1961               | 1971               | 1981               | 1991               | 2001               |
| 187                | 207                | 216                | 310                | 377                | 425                | 477                | 599                | 804                | 730                | 793                | 766                | 922                | 1057               | 1422               |

## Nevezetességei
- Okics várának romjai a Plešivice egyik 498 méteres magaslatán találhatók. A sziklát amelyen épült egyikoldalról sem lehetett másképpen megközelíteni csak egy ösvényen gyalogosan. Alsó részén az őrség számára szolgáló épületek maradványai találhatók. Innen meredek út vezet fel a kör alakú toronyhoz és a várkápolnához, melynek csak alapfalai látszanak. A vár kis alapterületen helyezkedett el, erősségét nem nagysága, hanem nehéz megközelíthetősége adta, amely lehetővé tette, hogy kis létszámú őrséggel is jól védhető volt. A vár alakja megközelítőleg háromszög alakú, melynek egyik csúcsa a legkönnyebben támadható oldal felé mutat. Itt a külön fallal is lehatárolt várpalota. A falak ma mintegy 6-8 méter magasságban állnak, számos nyílással és lőréssel. A várból nagyszerű kilátás nyílik a környező vidékre.
- Munkás Szent József tiszteletére szentelt plébániatemplomát 1971-ben építették.

## Külső hivatkozások
- Klinča Sela község hivatalos oldala
- Az okicsi Szűz Mária plébánia honlapja
- Az alapiskola honlapja[halott link]
- Okics ősi vára
- Okics várának története (magyarul)
- Okics vára a Sulineten[halott link]